# Trans United
Trans United Europe is een platform van Europese non-gouvernementele organisaties en individuele transgender activisten met een migratie- of biculturele achtergrond, dak- en thuislozen, ongedocumenteerden en sekswerkers.
Trans United Europe startte in 2013 in Nederland. Het ontwikkelt beleidsadviezen die voortkomen uit aanbevelingen van het lgbt-netwerk van de Raad van Europa en verschillende commissies onder leiding van voorzitter Ursula von der Leyen, en voert deze uit. Speerpunten van de organisatie zijn werk en arbeidspositie (waaronder sekswerk); gezondheid/transgender-specifieke zorg (inclusief soa- en hiv-preventie); en bestrijding van racisme.

## Trans United Nederland
De afdeling Trans United Nederland is gevestigd nabij de Wallen in Amsterdam. Trans United Nederland streeft naar empowerment van transgender BPOC ('black people and people of color'; zwarte mensen en mensen van kleur) op lokaal, nationaal en internationaal niveau en richt zich op het zichtbaar maken van de transgender-gemeenschap in Nederland. Het creëert safe spaces, biedt trans-specifieke zorg en geeft beleidsadvies met betrekking tot trans-sekswerk, hiv en bestrijding van racisme. Het organiseert twee keer per maand bijeenkomsten voor transpersonen en hun omgeving.

## Trans United kliniek

### Trans Health Clinic (2018-2021)
In 2018 startte Trans United Europe de 'Trans Health Clinic', onder medische begeleiding van dokter Adrie van Diemen. De 'Trans Health Clinic' werd volledig door vrijwilligers uit de transgendergemeenschap georganiseerd en aangestuurd, en had hiermee een unieke peer-to-peer focus, die werd gesteund door het COC Nederland en de Gemeente Amsterdam. De 'Trans Health Clinic' was de eerste Nederlandse zorggroep die nadrukkelijk het ziektemodel binnen de transgenderzorg afwees, en uitging van 'informed consent-based hormoonzorg'. De initiatiefnemers van de 'Trans Health Clinic', waaronder dokter Adrie van Diemen en toenmalig bestuurslid Dinah Bons, hebben hiermee een belangrijke basis gelegd voor het doorbreken van stigma's in de Nederlandse transgenderzorg. Eind 2020 gingen Trans United Europe en dokter Adrie van Diemen ieder onafhankelijk verder, waardoor er een eind kwam aan de 'Trans Health Clinic'. Het zorgmodel van de 'Trans Health Clinic' heeft echter de fundamenten gelegd voor de Trans United kliniek.

### Trans United kliniek (2021-heden)
Op 17 januari 2021 startte de Trans United kliniek, ook wel transkliniek genoemd, vanuit een nieuwe samenwerking tussen Trans United Europe en het Centrum voor Seksuele Gezondheid van de GGD Amsterdam. Door samenwerking met de GGD Amsterdam kon de transkliniek, naast hormoonzorg, nu ook voorzien in seksuele gezondheidszorg, zoals soa-testen, hiv-screening, PrEP-zorg en Hepatitis B-vaccinatie. Bovendien kwam hiermee ook bredere toegang beschikbaar tot psychosociale steun via maatschappelijk werkers van HVO Querido en het Prostitutie & Gezondheidscentrum P&G292. De transkliniek is bedoeld voor personen uit de transgender en gender-diverse gemeenschap die niet of nauwelijks terecht kunnen in de reguliere zorg of te maken krijgen met stigma's en sociale uitsluiting. Er is speciale aandacht voor transgender of gender-diverse asielzoekers, ongedocumenteerden, dak- en thuislozen, sekswerkers en 'BPOC' ('black people and people of color'; zwarte mensen en mensen van kleur).
De vrijwilligers van de Trans United kliniek werden op 14 februari 2022 uitgeroepen tot het Roze Lieverdje 2022.